# Erik Sommers
Erik Sommers (* im 20. Jahrhundert) ist ein US-amerikanischer Drehbuchautor, der bei seinen Projekten meistens mit Chris McKenna zusammenarbeitet.

## Karriere
Sommers’ Karriere begann Anfang der 2000er Jahre, als er für verschiedene Fernsehserien als Produktionsassistent und angestellter Autor tätig war. Später schrieb er einzelne Episoden der Fernsehserien Crank Yankers – Falsch verbunden!, Drawn Together, American Dad und Happy Endings und war zum Teil auch als Produzent, Co-Produzent und Executive Producer dieser tätig. Im Rahmen der Primetime-Emmy-Verleihung 2012 erhielt Sommers als Supervising Producer der Folge Zu heiß gebadet der Fernsehserie American Dad eine Nominierung in der Kategorie Outstanding Animated Program. Bei seiner darauffolgenden Arbeit an der Serie Community lernte er den Drehbuchautoren Chris McKenna kennen, mit dem er später zusammen die Filme The LEGO Batman Movie (2017), Spider-Man: Homecoming (2017), Jumanji: Willkommen im Dschungel (2017), Ant-Man and the Wasp (2018) und Spider-Man: Far From Home (2019) schrieb. Auch beim 2021 erschienenen Film Spider-Man: No Way Home war das Duo für das Drehbuch verantwortlich. Anschließend waren sie am Drehbuch zu Ghosted beteiligt, der 2023 veröffentlicht wurde.

## Filmografie (Auswahl)
- 2002–2004: Crank Yankers – Falsch verbunden! (Crank Yankers, Fernsehserie)
- 2004–2007: Drawn Together (Fernsehserie, 7 Folgen)
- 2008–2013: American Dad (American Dad!, Fernsehserie, 9 Folgen)
- 2012–2013: Happy Endings (Fernsehserie, 2 Folgen)
- 2014: Community (Fernsehserie, Folge 5x03)
- 2014: Cuz-Bros (Fernsehfilm)
- 2014–2015: Marry Me (Fernsehserie, 2 Folgen)
- 2015–2016: Dr. Ken (Fernsehserie, 2 Folgen)
- 2017: The LEGO Batman Movie
- 2017: Spider-Man: Homecoming
- 2017: Jumanji: Willkommen im Dschungel (Jumanji: Welcome to the Jungle)
- 2018: Ant-Man and the Wasp
- 2019: Spider-Man: Far From Home
- 2021: Spider-Man: No Way Home
- 2023: Ghosted